# 정보기술
정보기술(情報技術, 영어: information technology, IT)은 정보통신기술(ICT) 내의 관련 분야 집합으로, 컴퓨터 시스템, 소프트웨어, 프로그래밍 언어, 데이터 및 정보 처리, 저장을 포함합니다. 정보 기술은 컴퓨터 과학 및 컴퓨터 공학의 응용 분야입니다.
메소포타미아의 수메르인들이 기원전 3,000년 즈음에 글쓰기를 발달시킨 이후로 인류는 정보를 저장, 이용하여 왔으나 현대의 "정보"이라는 용어는 하버드 비즈니스 리뷰에서 출판된 1958년 문건에 저자, 리비트(Leavitt)와 휘슬(Whisle)이 "새로운 기술은 하나의 확립된 이름을 아직 갖추지 않고 있다. 우리는 이를 정보기술(IT)로 부르겠습니다."라고 언급한 데에서 처음 등장하였다.
넓은 의미의 정보통신 기술이란 데이터의 수집, 가공, 저장, 검색, 송신, 수신 등 정보 유통의 모든 과정에 사용되는 기술 수단을 총체적으로 표현하는 개념이다.

## 같이 보기
- 정보통신기술(ICT)
- 빅테크(Big Tech)

## 참조
1. ↑  Butler, Jeremy G. “A History of Information Technology and Systems”. University of Arizona. 2012년 8월 5일에 원본 문서에서 보존된 문서. 2 August 2012에 확인함.
2. ↑  Leavitt, Harold J.; Whisler, Thomas L. Whisler (1958). “Management in the 1980s”. 《Harvard Business Review》.